# Isaac de Benserade
Isaac de Benserade (/bɛ̃.sʁad/), né le 5 novembre 1613, à Lyons-la-Forêt, et mort le 10 octobre 1691 à Gentilly, est un écrivain et dramaturge français.

## Biographie
Poète, courtisan et bel esprit, Isaac de Benserade fut le protégé du cardinal de Richelieu, de Jean Armand de Maillé, duc de Brézé, de Mazarin et de Louis XIV et fut adulé par les milieux mondains de son époque. Pensionné à la hauteur de six cents livres par an par Richelieu, on lui doit une épitaphe humoristique à la mort de ce dernier : 
Cy-gist, oui, gist, par la mort-bleu !
Le cardinal de Richelieu ;
Et ce qui cause mon ennui,
Ma pension avecque lui.
Isaac était, avec son principal rival Vincent Voiture, l’un des écrivains précieux, également fort en vogue à l’époque, l’une des incarnations les plus typiques de la préciosité. Il fut pensionné par la reine et l’abbé d’Olivet dit qu’« il était d’ailleurs secouru par quelques dames riches et libérales ». La Bruyère dira qu’il était « la coqueluche ou l’entêtement de certaines femmes qui ne juraient que par [lui] et sur [sa] parole ». Il étudia la théologie à la Sorbonne mais s’intéressa très tôt au théâtre.
Isaac de Benserade tirait une partie de ses revenus de la charge de maître des Eaux et Forêts de Lyons-la-Forêt, qu'il avait héritée de son père. Ce dernier, d’origine protestante, s’était converti au catholicisme. Malgré les pressions répétées au cours de sa jeunesse, il n'abandonna jamais son prénom biblique, qui marquait les origines huguenotes de sa famille. 
Il composa à l’âge de vingt-trois ans sa première tragédie, Cléopâtre, pour l’actrice Mademoiselle Bellerose, qui lui fera définitivement abandonner sa destination à la prêtrise. Il fit représenter en 1634, à l’hôtel de Bourgogne, sa première comédie Iphis et Iante qui évoque l’homosexualité féminine, sous la forme du travestissement, poncif de la littérature française au XVIIe siècle.
Cependant, ce n’est pas le genre dramatique qui le fit accéder au succès. Ce fut plutôt celui des divertissements de cour, dont, en collaboration avec son ami musicien Michel Lambert, il fut l’ordonnateur pendant vingt-cinq ans. Entre 1651 et 1681, il composa une vingtaine de ballets, dont il fit un véritable genre littéraire. Il collabora avec Lully et fut, dans ce domaine, en rivalité avec Molière. D’après sa fiche à l’Académie française, il avait, au summum de sa vie, douze mille livres de revenu et roulait en carrosse.
C’était également un poète fécond et doué, dans le genre précieux, et c’est cette production qui lui attira la faveur des salons. Diseur de bons mots, à la fois familier et arrogant, il était réputé pour ses impertinences et pour ses épigrammes, qui lui valurent beaucoup de succès, mais également quelques bastonnades. Costar disait de lui « Ses vers ne sont pas bien tournés, mais ils sont si pleins d’esprit et ont un air si galant qu’ils l’emportent au-dessus de tous les autres. »
Fréquentant l’hôtel de Rambouillet, il déclencha la fameuse querelle des jobelins et des uranistes, à l’origine de la célèbre querelle des Anciens et des Modernes, en envoyant en 1648 sa paraphrase de Job à une dame en l’accompagnant d’un sonnet qui fut mis en parallèle à celui de Voiture À Uranie. La cour se divisa alors en Uraniens, partisans du sonnet de Voiture, menés par Anne de Longueville, dans lesquels on trouvait aussi Racine, Boileau, Julie de Montausier et Guez de Balzac et Jobelins, partisans de Benserade, conduits par son frère le prince de Conti, parmi lesquels on trouvait La Fontaine et Madeleine de Scudéry.

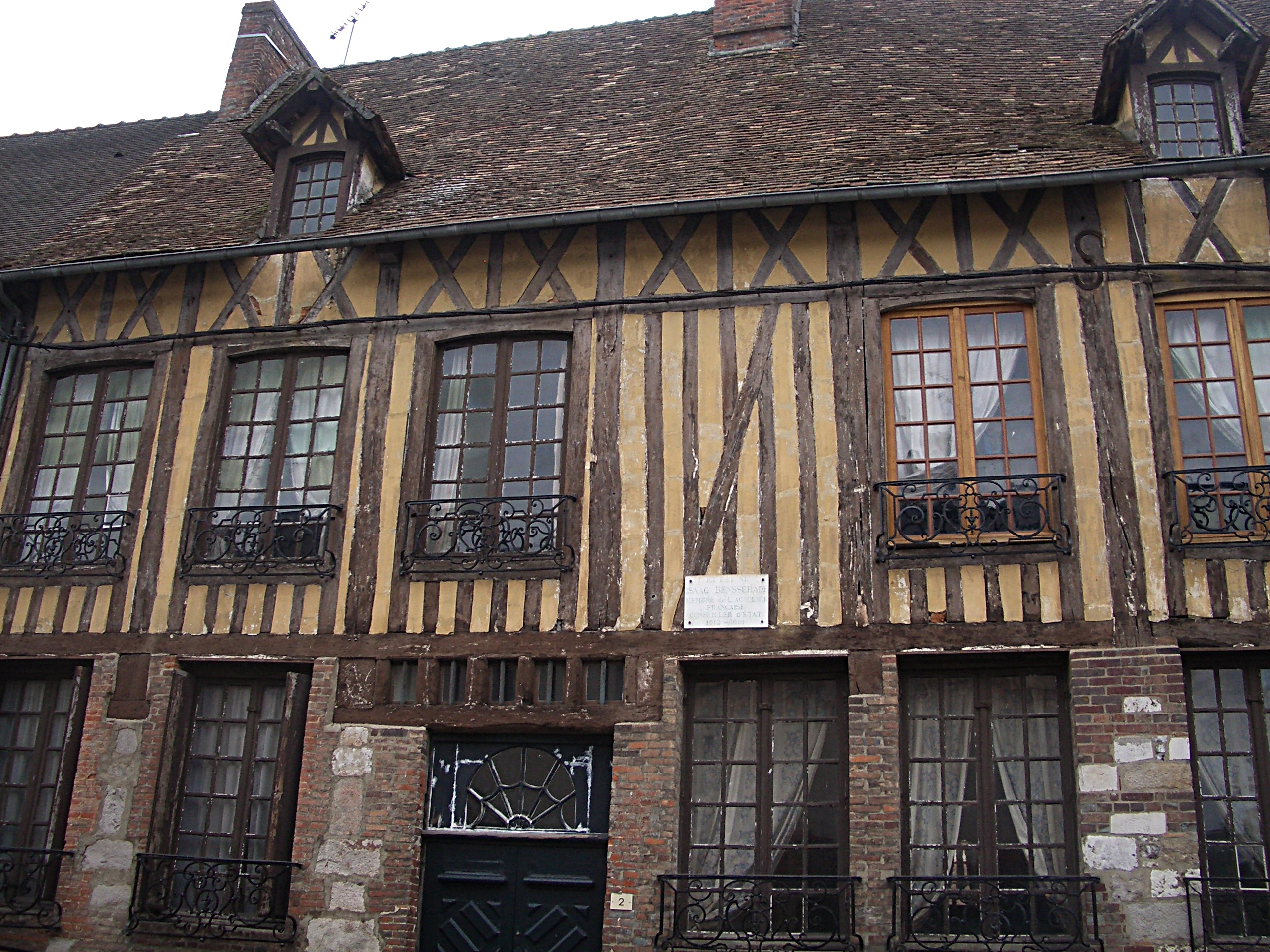
Maison natale de Benserade à Lyons-la-Forêt.

En 1674, il fut élu à l’Académie française et participa à l’élaboration du Dictionnaire.
Il connut ses premiers échecs littéraires, alors qu’il s’était retiré de la Cour, avec, en 1676, Les Métamorphoses d’Ovide, que Louis XIV lui avait demandé de mettre en rondeaux et qui était illustré de 39 gravures de Sébastien Leclerc. Il essaya de faire oublier son échec en adaptant en quatrains les Fables d’Ésope, mais son temps était désormais révolu. Il demeura alors dans sa propriété de Gentilly, qu’il ne quitta plus.
À propos de sa mort, Antoine de Léris précise dans son Dictionnaire portatif historique et littéraire des théâtres (Paris, Jombert, 1763) : « Benserade mourut le 19 octobre 1691, âgé de soixante-dix-huit ans, ayant eu l’artère coupée dans une saignée de précaution pour se préparer à se faire tailler ». Voltaire, dans son Catalogue de la plupart des écrivains français qui ont paru dans le siècle de Louis XIV, pour servir à l’histoire littéraire de ce temps, précise aussi : « Sa petite maison de Gentilly, où il se retira sur la fin de sa vie, était remplie d’inscriptions en vers, qui valaient bien ses autres ouvrages ; c’est dommage qu’on ne les ait pas recueillies ».
Il fut inhumé dans le cimetière Saint-Eustache. En 1787, ses ossements furent transférés aux catacombes de Paris.

## Œuvres
- Cléopâtre (1636)
- La Mort d’Achille et la Dispute de ses armes (1636)
- Gustaphe ou l’Heureuse Ambition (1637)
- Iphis et Iante (1637), édition établie et présentée par Anne Verdier (Vijon, Lampsaque, 2000  (ISBN 2911825039). Traduit en catalan par Encarna Sant-Celoni (Ifis i Iante, adesiara editorial, 2024 (ISBN 9788419908094)
- Méléagre (1640) lire en ligne sur Gallica
- Le Sonnet de Job (1648)
- Ballet de Cassandre (1651)
- Ballet des Fêtes de Bacchus (1652)
- Ballet royal de la Nuit (1653) lire en ligne sur Gallica
- Ballet des Proverbes (1654)
- Ballet des Noces de Pélée et de Thétis (1654)
- Ballet du Temps (1654)
- Ballet des Plaisirs (1655)
- Grand Ballet des Bienvenus (1655)
- Ballet de Psyché (1656) lire en ligne sur Gallica
- Ballet de l’Amour malade (1657
- Ballet royal d’Alcidiane (1658)
- Ballet de la Raillerie (1659)
- Ballet royal de l’Impatience (1661)
- Ballet des Saisons (1661)
- Ballet des Arts (1663) lire en ligne sur Gallica
- Ballet des Amours déguisés (1664)
- Ballet royal de la Naissance de Vénus (1665)
- Ballet des Muses (1666)
- Ballet royal de Flore (1669)
- Les Plaisirs de l'île enchantée (1673)[7]
- Métamorphoses d’Ovide en rondeaux (1676, in-4°)
- Fables d’Ésope en quatrains (1678)
- Ballet du Triomphe de l’Amour (1681)
- Stances

Ouvrages en ligne :
- Œuvres complètes de Benserade, première partie, Paris, C. de Sercy, 1697
- Œuvres complètes de Benserade, seconde partie, Paris, C. de Sercy, 1697
- Consulter Cléopâtre en mode texte, rechercher des occurrences dans le texte et obtenir des résultats statistiques.
- Le meilleur de Monsieur de Benserade.

## Pour approfondir